# Gare du Meux - La Croix-Saint-Ouen
Pour les articles homonymes, voir Gare de Croix.
La gare du Meux - La Croix-Saint-Ouen est une gare ferroviaire française de la ligne de Creil à Jeumont, située sur le territoire de la commune du Meux, à proximité de Lacroix-Saint-Ouen, dans le département de l'Oise, en région Hauts-de-France.
C'est une halte ferroviaire de la Société nationale des chemins de fer français (SNCF), desservie par des trains TER Hauts-de-France.

## Situation ferroviaire
Établie à 33 m d'altitude, la gare du Meux - La Croix-Saint-Ouen est située au point kilométrique (PK) 74,636 de la ligne de Creil à Jeumont, entre les gares de Longueil-Sainte-Marie et de Jaux.

## Histoire
Entre le 31 juillet 1882 et le 15 mai 1939, la gare a également été desservie par des trains de voyageurs Compiègne - Crépy-en-Valois et retour, passant par le raccordement de Rivecourt et la gare de Verberie, via la ligne d'Ormoy-Villers à Boves. Ce service comportait cinq aller-retours par jour jusqu'à la Première Guerre mondiale, puis trois aller-retours de la fin de la guerre jusqu'à sa suppression,.

## Service des voyageurs

### Accueil
Halte SNCF, c'est un point d'arrêt non géré (PANG) à entrée libre.
La traversée des voies et le passage d'un quai à l'autre se font par le passage à niveau routier.
La gare ne dispose plus de guichet, mais présente néanmoins un distributeur automatique de titres de transport, et une borne pour composter.

### Desserte
La halte est desservie par des trains TER Hauts-de-France qui effectuent des missions entre les gares de Paris-Nord et de Compiègne. En 2009, la fréquentation de la gare était de 93 voyageurs par jour.

### Intermodalité
Le stationnement des véhicules est possible à proximité de l'ancien bâtiment voyageurs. La gare est desservie par la ligne 107 du réseau TIC.